# Modélisme
Ne doit pas être confondu avec maquettisme ou modélisme (habillement).
 (février 2020).
Si vous disposez d'ouvrages ou d'articles de référence ou si vous connaissez des sites web de qualité traitant du thème abordé ici, merci de compléter l'article en donnant les références utiles à sa vérifiabilité et en les liant à la section « Notes et références ».

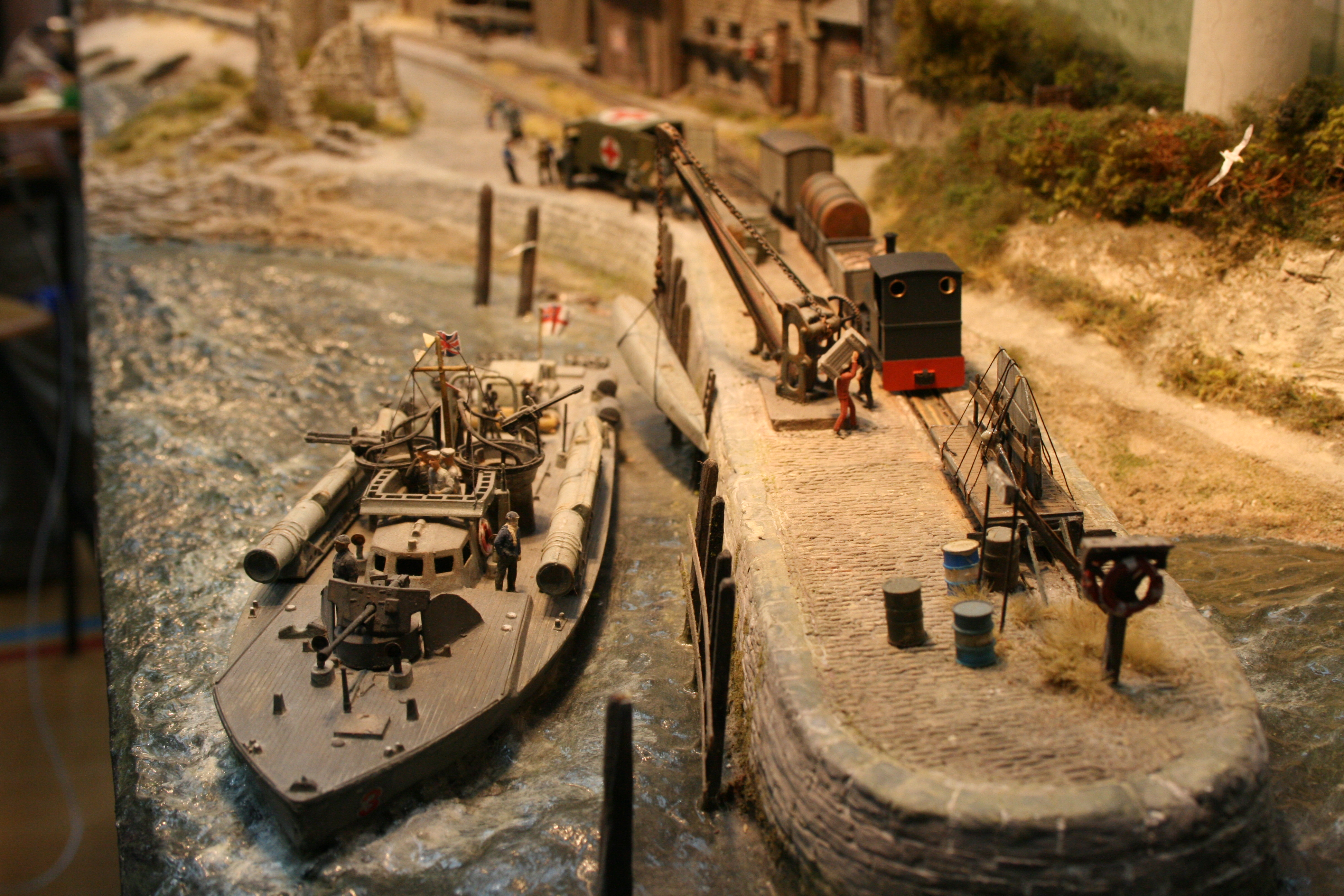
Maquette présentant conjointement du modélisme ferroviaire et du modélisme naval.

Le modélisme est une activité de loisirs consistant en la fabrication et le pilotage de modèles réduits à une échelle de réduction précise ou à des dimensions régies par une jauge (voile RC) ou une catégorie d'échelle (Auto RC).

## Historique
Le modélisme existe depuis la plus grande Antiquité (jouets sumériens), la nouveauté des temps modernes ayant été dans les moyens de propulsion. 

## Contraintes techniques liées à la reproduction

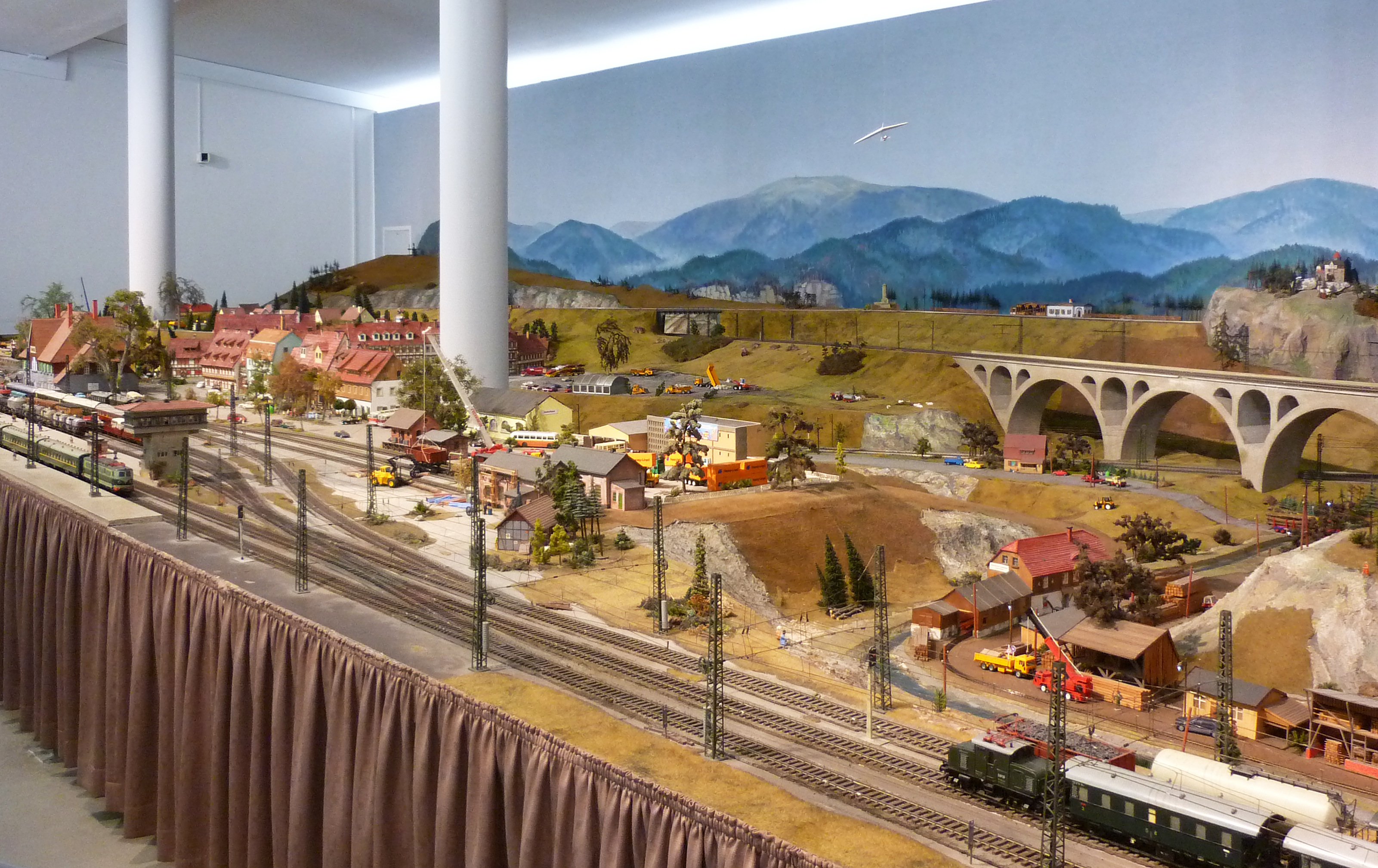
Reproduction d'un paysage urbain et ferroviaire

La réduction d'un modèle réel à une échelle donnée impose au modélisme de parfois privilégier les matériaux et la solidité au détriment d'une reproduction stricte de la réalité. Par exemple, un navire à la coque construite en tôle d'acier aura en réalité une coque à l'échelle réduite ne faisant que quelques microns d'épaisseur : il est donc nécessaire d'épaissir la coque de la maquette ; de même en modélisme ferroviaire les rails et aiguillages ne sont que rarement « à l'échelle » (la normalisation n'est pas effectuée suivant une réduction stricte à l'échelle choisie). 
Dans le cas d'un modèle motorisé, la mise en place des organes nécessaires pour la motorisation, le téléguidage par radiocommande ou la solidité du modèle lors de son déplacement, imposent certaines restrictions ou infidélités au modèle original : une hélice surdimensionnée pour un avion sera souvent nécessaire, la fidélité de la reproduction de l'aménagement intérieur de l'automobile sera souvent considéré comme accessoire par rapport à sa motorisation, une locomotive à vapeur sera propulsée par un moteur électrique, etc.
Il existe cependant des modes de propulsion reprenant les principes réels du prototype, notamment dans le cas d'un modèle réel propulsé par une chaudière : les trains et les bateaux sont les modèles les plus souvent équipés pour la vapeur vive.

## Échelle en modélisme
Si la notion d'échelle est importante en maquettisme car elle permet de respecter les proportions de l'objet reproduit sous forme de maquette le plus fidèlement possible, elle l'est beaucoup moins en modélisme lors de la construction d'un modèle réduit.
En modélisme automobile, des catégories d'échelles permettent de classer les modèles réduits ou les maquettes en fonction de leurs dimensions. Dans certains cas et notamment pour les voitures radiocommandées, les échelles ne sont données qu'à titre indicatif, le respect des dimensions étant parfois approximatif.
La voiture n'étant pas jugée sur son apparence mais sur ses performances, certaines libertés sont données quant au respect des dimensions rapportées à l'échelle du modèle réduit.
Exemple d'une voiture radiocommandée à l'échelle 1/10e représentant une "Mini Cooper" (modèle de Tamiya M-05).
Pour ce modèle, la notice fait état des dimensions suivantes (au 1/10e et converties à l'échelle 1) :
- longueur : 315 mm (3150 mm)
- largeur : 167 mm (1670 mm (carrosserie avec extensions d'ailes))
- hauteur : 135 mm (1350 mm)
- empattement : 210 mm (2100 mm)
- diamètre des jantes : 1,5" (15" soit 381 mm)

Le modèle à l'échelle 1 a ces dimensions (en millimètres) :
- longueur : 3054 mm
- largeur : 1397 mm (carrosserie sans extensions d'ailes)
- hauteur : 1346 mm
- empattement : 2036 mm
- diamètre des jantes : 10" (soit 254 mm), 12" (soit 305 mm), 13" soit (330 mm)

En modélisme naval, si le modèle réduit est une maquette navigante, le plus grand soin sera porté sur le respect des dimensions rapportées à l'échelle choisie. Toutefois, certaines catégories ne font pas référence à une échelle réduite d'un modèle grandeur car ce sont des "classes" déterminées par une jauge de course.

Les voiliers de Classe M (M pour Marblehead) sont des bateaux radiocommandés conçus dans les années 1930 afin de pouvoir tenir dans le coffre des voitures de l'époque . D'une longueur de 50" soit 1270 mm, ces voiliers n'ont pas d'équivalent à l'échelle 1.

## Les différentes formes de modélisme
Il existe différentes formes de modélisme, calquées sur les différents modes de transport.

### Aéromodélisme

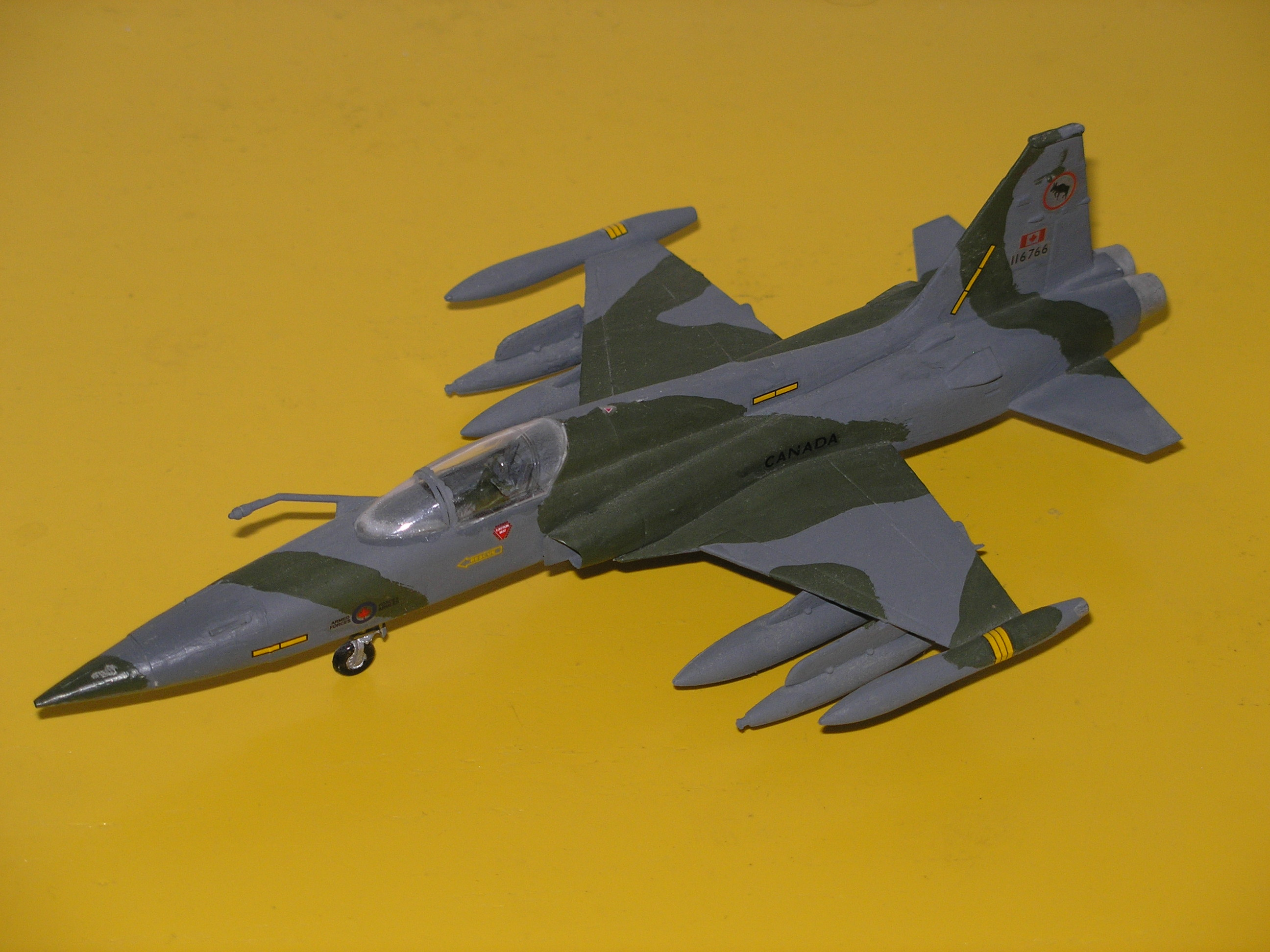
Maquette en plastique de F-5.

Le modélisme aérien (ou aéromodélisme) est une forme de modélisme qui s'est développée en symbiose presque totale avec l'aviation, qu'il s'efforce de reproduire à des échelles différentes. Cela peut se faire de manière statique, avec des modèles en kit ou construits de toutes pièces, ou avec des modèles dynamiques, commandés à distance (radiomodélisme). Le lancement de micro fusées ou de fusées à eau sont d'autres branches du modélisme aérien.

### Modélisme automobile

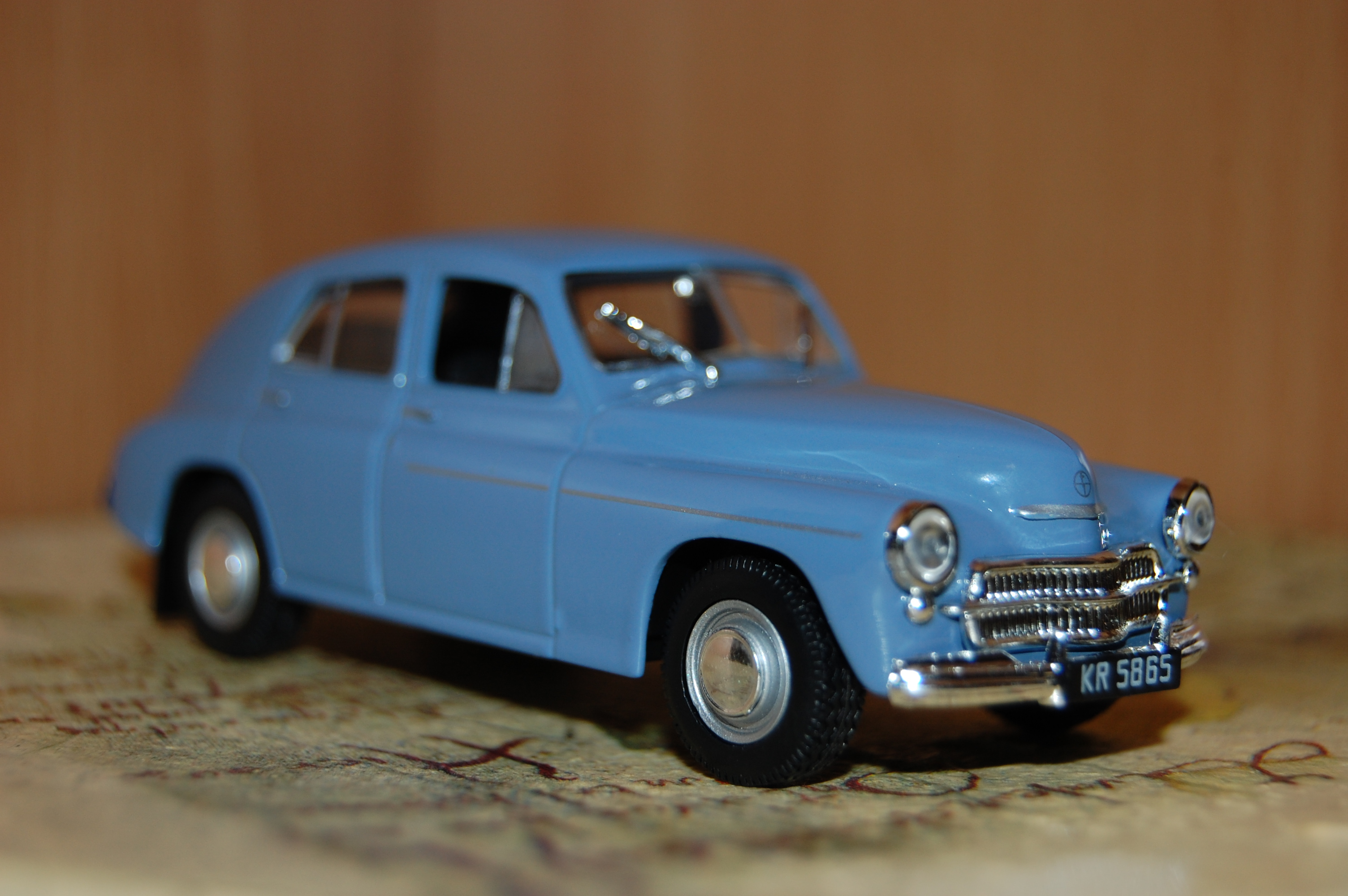
Modèle réduit d'automobile.

Le modélisme automobile ou automodélisme s'intéresse à la reproduction de véhicules routiers. Il peut s'agir de modélisme statique, où les modèles sont souvent de petite taille et voulus détaillés, et de modélisme dynamique, où la motorisation est reproduite en miniature commandée par onde radio.

### Modélisme ferroviaire

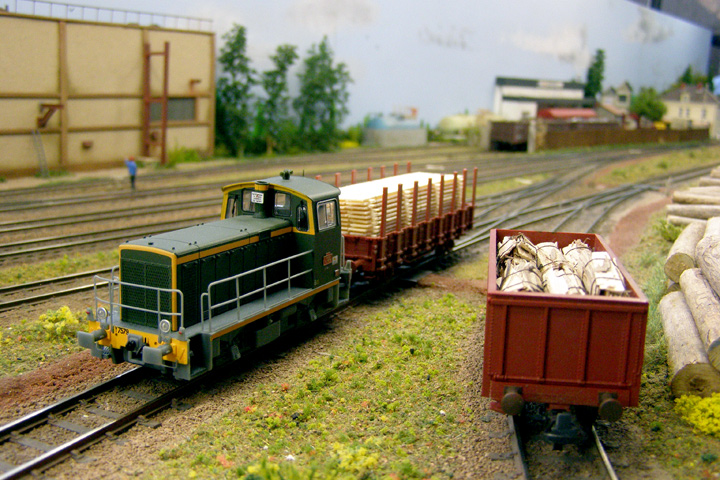
Réseau miniature à l'échelle HO.

Le modélisme ferroviaire fait cohabiter les deux activités que sont modélisme et maquettisme : le train est bien une pièce de modélisme tandis que le diorama ou le réseau, avec ses figurines et ses éventuels véhicules statiques, appartient bien au domaine du maquettisme. Arrivée par l'intermédiaire du jouet et/ou de l'enfance, cette filiation produit des effets de compression symbolique entre le jouet (train jouet) et le modélisme, même si les amateurs font souvent la distinction.

### Modélisme militaire

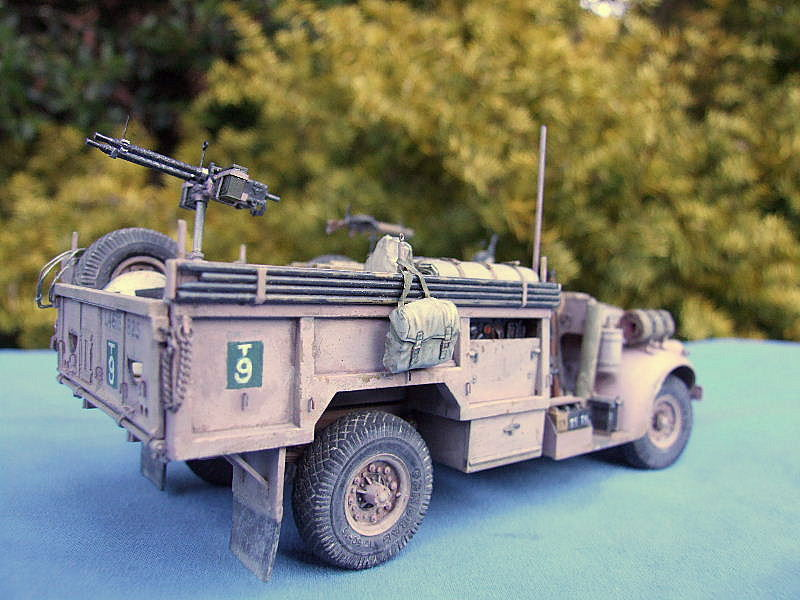
Camion militaire à l'échelle 1/35.

Le modélisme militaire est un loisir consistant en la reproduction à une échelle donnée d'un ou plusieurs éléments d'une ou plusieurs forces armées (avion, char, fantassins, etc.), mis en scène ou non. Il peut donc s'agir d'un seul élément reproduit ou de toute une scène reproduisant une bataille réelle ou fictive.

### Modélisme naval

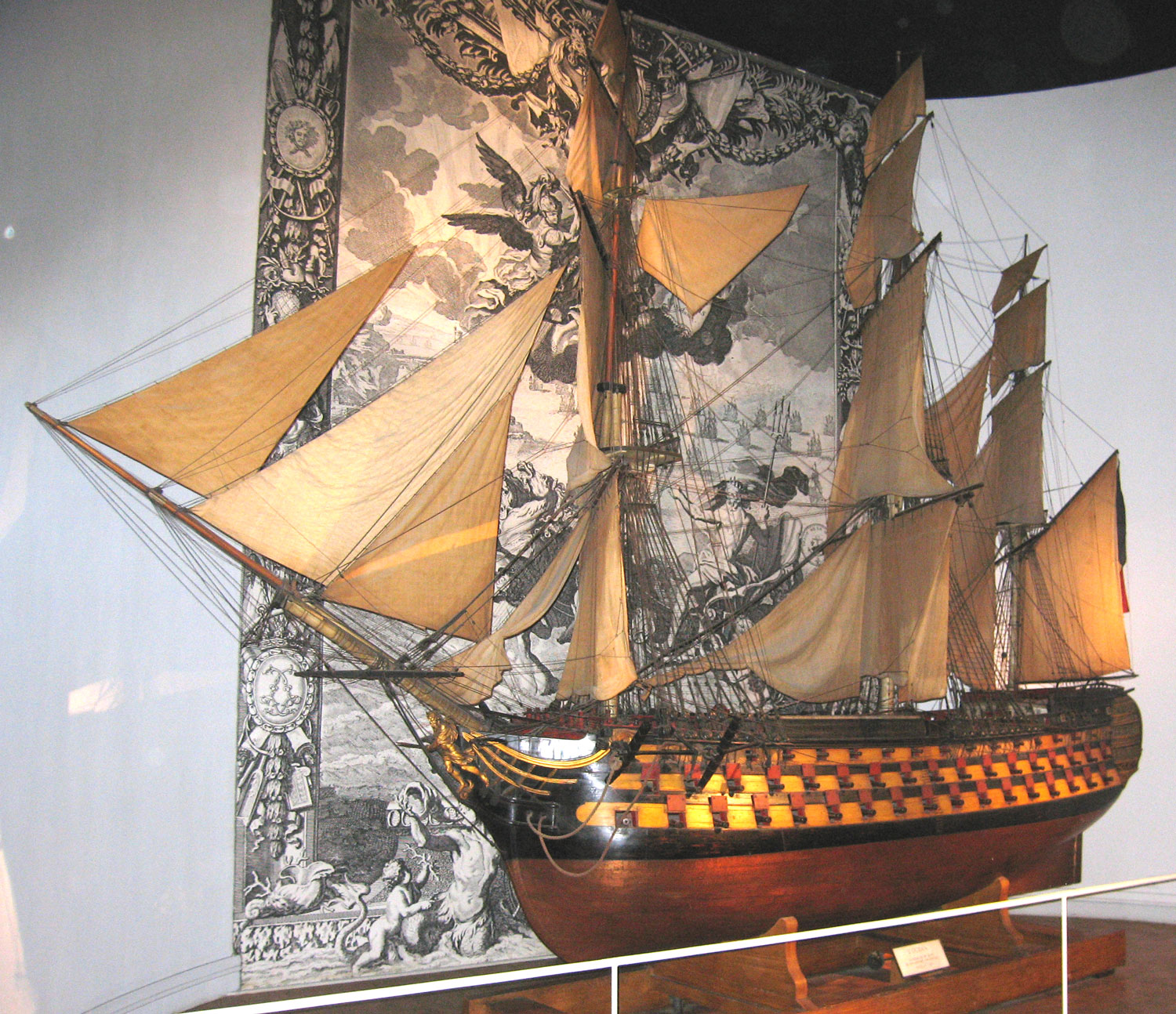
Maquette navale d'étude.

Le modélisme naval reproduit les navires à différentes échelles, soit suivant un aspect statique, ou un aspect dynamique. On trouve dans le modélisme d'arsenal des maquettes d'étude, dont certaines remontent au XVe siècle.
Le modélisme de bateaux radiocommandés de compétitions consiste à reproduire des modèles monocoques, des catamarans et même des hydroplanes. Leurs vitesse de pointes peut parfois atteindre plus de 80 km/h.

### Autres formes de modélisme

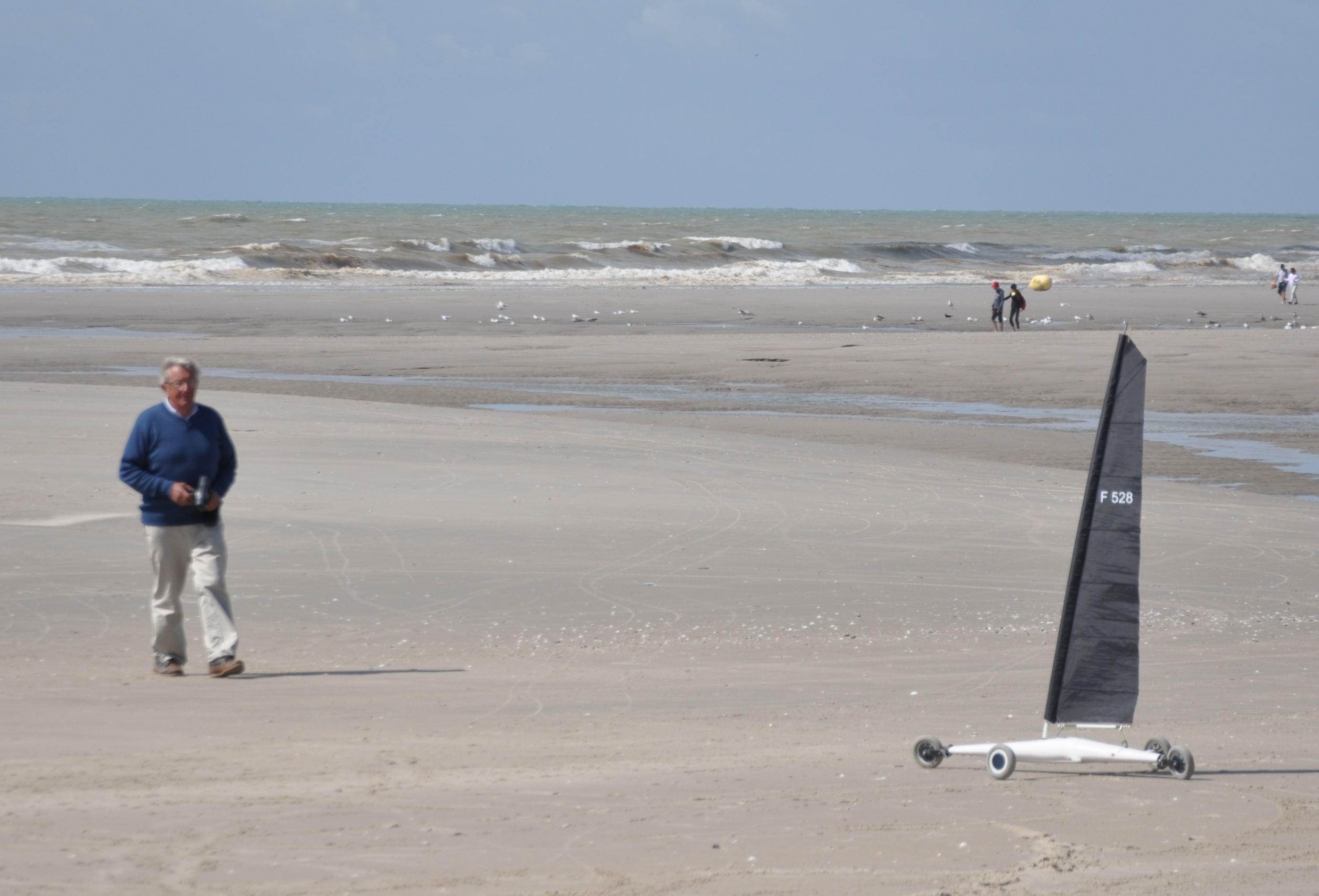
Char à voile radiocommandé.

L'astromodélisme est le loisir qui consiste à fabriquer des modèles réduits de fusées et à les faire voler.
La reproduction de machines à vapeur non-ferroviaires entre dans le cadre de la vapeur vive.
Le beach karting, reproduction de chars à voile.

Le sous-marin radiocommandé est un sous-marin piloté par radiocommande, notamment utilisé par les océanographes et les militaires.